# 児島功一
児島 功一（こじま こういち、1971年12月16日 - ）は、日本の俳優。劇団ショーマ所属。所属事務所はBESIDE→宮津ルーム→フィット→エイム→株式会社Quick。

## 人物
- 熊本県出身[1]。
- 趣味は麻雀、読書[1]。
- 特技は殺陣、アクション、熊本弁、サッカー[1]。

## 出演

### 舞台
- 劇団ショーマ公演作品
  - 極楽トンボの終わらない明日（2006年）
  - イサムの世界
  - さらば たかしお
  - 八月のシャハラザード
  - MIST
  - アメリカの夜'99
  - リプレイ
  - バンク・バン・レッスン
  - VIRSUS
  - 逃亡者たちの家（2008年）
  - ある日、ぼくらは夢の中で出会う（2012年）
  - ウォルターミティにさよなら（2012年）
  - 知り難きこと陰の如く、動くこと雷霆の如し。（2015年）
  - うんちゃん（2015年）
- AND ENDLESS公演作品
  - 堕天・神殿（2008年）
  - 美しの水
  - ガーネットオペラ
  - DECADANCE II
- Icecream happy ゆめゆめこのじ
- 劇団くろいぬパレード公演作品
  - パレードは終わった
  - B&B
  - 真相はかうだ
  - 犬の生活
- 劇団少年社中 ロミオとジュリエット（2009年）
- MCR LABO #1「運命」
- inner child 遙＜ニライ＞
- パニックシアター 遠く離れて
- BQMAP レイノトレイル
- Nana Produce vol.3「モナリザの左目」
- 舞台 どろろ

### 映画
- 隠し砦の三悪人 THE LAST PRINCESS（2008年） - 刑部隊
- カンナさん大成功です!（2009年）
- THE WING〜ウイング+とくさつのヒミツ大公開
- 踊る大捜査線 THE MOVIE3 ヤツらを解放せよ!（2010年） - 引っ越し業者
- 裁判長!ここは懲役4年でどうすか（2010年） - 加藤検察官
- 任侠ヘルパー（2012年）
- 相棒
  - 相棒シリーズ X DAY（2013年） - 渡辺刑事
  - 相棒 -劇場版IV- 首都クライシス 人質は50万人! 特命係 最後の決断（2017年） - 綿貫肇

### テレビドラマ
- 相棒（テレビ朝日）
  - Pre Season 第3話（2001年） - 刑事
  - Season4 第21話（2006年） - 栗原
  - Season9 第7話（2010年） - 山村直樹
  - Season14 第15話・最終話（2016年） - 捜査員
  - Season15 - Season17（2017年 - 2019年） - 綿貫肇
  - Season20（2022年） - 捜査員
- ブラッディ・マンデイ（2008年、TBS） - 職員
- OLにっぽん（2008年、日本テレビ） - 営業社員
- 世にも奇妙な物語（フジテレビ）
  - 世にも奇妙な物語 春の特別編「クイズ天国 クイズ地獄」（2009年） - 助手
  - 世にも奇妙な物語 25周年スペシャル・春 〜人気マンガ家競演編〜「面」（2015年） - キャスター
  - 世にも奇妙な物語 25周年記念!秋の2週連続SP「イマキヨさん」（2015年） - 面接官
- 救命病棟24時〜救命医・小島楓〜（2009年、フジテレビ） - 新郎
- 婚カツ!（2009年、フジテレビ）
- 金曜プレミアム 外科医 鳩村周五郎6（2009年、フジテレビ）
- 土曜プレミアム（フジテレビ）
  - 最後の約束（2010年） - 記者
  - 夢の見つけ方教えたる!2（2010年）
- 警部補 矢部謙三（2010年、テレビ朝日） - 加藤順一郎
- 明日の光をつかめ（2010年、フジテレビ） - 記者
- うぬぼれ刑事（2010年、TBS）
- フリーター、家を買う。（2010年、フジテレビ） - 作業員 ※レギュラー
- パーフェクト・リポート（2010年、フジテレビ） - 犯人
- 黄金の豚-会計検査庁 特別調査課-（2010年、日本テレビ）
- LADY〜最後の犯罪プロファイル〜（2011年、TBS） - 記者
- ハンチョウ〜神南署安積班〜（2011年、TBS） - 田中慎太郎
- JIN-仁- 完結編（2011年、TBS） - 長州藩士
- 金曜プレステージ（フジテレビ）
  - 刑事・鳴沢了2〜偽りの聖母〜（2011年）
  - 医療捜査官 財前一二三2（2011年） - 業者
- グッドライフ〜ありがとう、パパ。さよなら〜（2011年、フジテレビ） - 父親
- BOSS 2ndシーズン（2011年、フジテレビ） - ホテルマン
- 絶対零度 〜特殊犯罪潜入捜査〜（2011年、フジテレビ） - 日本消費者救済機構職員・松山
- ジウ 警視庁特殊犯捜査係（2011年、テレビ朝日） - 森尾巡査部長 ※準レギュラー
- 華和家の四姉妹（2011年、TBS） - 刑事
- 最高の人生の終り方〜エンディングプランナー〜（2012年、TBS） - 小島真二
- 推定有罪（2012年、WOWOW）
- カエルの王女さま（2012年、フジテレビ）
- 遅咲きのヒマワリ〜ボクの人生、リニューアル〜（2012年、フジテレビ）
- 天の方舟（2012年、WOWOW）
- この世で俺/僕だけ TV版（2013年、BSジャパン）
- DOCTORS〜最強の名医〜スペシャル（2013年、テレビ朝日）
- ガリレオXX 内海薫最後の事件 愚弄ぶ（2013年、フジテレビ）
- 斉藤さん2（2013年、日本テレビ）
- 仮面ライダー鎧武/ガイム（2014年、テレビ朝日） - ガソリンスタンド店主
- SMOKING GUN〜決定的証拠〜（2014年、フジテレビ）
- HERO（2014年、フジテレビ）
- ゼロの真実〜監察医・松本真央〜（2014年、テレビ朝日）
- そこをなんとか2（2014年、NHK BSプレミアム）
- 玉川区役所 OF THE DEAD（2014年、テレビ東京）
- 土曜ワイド劇場（テレビ朝日）
  - 新・棟居刑事シリーズ7（2014年） - 渡辺進
  - 警視庁・捜査一課長5「美人容疑者が刑事と偽装結婚!?お洒落に散歩する死体の謎 晴天なのに雨傘を持つ母娘のアリバイトリック」（2015年10月17日）
- ミステリなふたり（2015年、名古屋テレビ） - 高坂一雄
- 磁石男2015（2015年、日本テレビ）
- 下町ロケット（2015年、TBS） - 小西悟
- 臨床犯罪学者 火村英生の推理（2016年、日本テレビ） - 外科医
- キャバすか学園 第7話（2016年、日本テレビ） - サラリーマン
- IQ246〜華麗なる事件簿〜 第7話（2016年、TBS） - 記者
- うつ病九段（2020年12月20日、NHK BSプレミアム）
- マイファミリー（2022年4月10日 - 6月12日、TBS）

### ラジオドラマ
- FMシアター うつ病九段（2019年7月13日、NHK-FM） - 田中悠一 役

### CM
- セイコーエプソン
- オンワード樫山
- アメリカンファミリー生命保険会社
- タカラトミー プラレール
- 中央労働金庫

### VP
- 早稲田大学ロボット研究所「WABOT」 - 夫

### スチール
- ジェットスター航空

### Web
- ベルリッツ・ジャパン